# Heinz Georg Schuster
Heinz Georg Schuster (* 1943) ist ein deutscher Physiker und Hochschulprofessor im Ruhestand.

## Leben
Nach dem Studium der Physik an der Friedrich-Alexander-Universität (Erlangen) wurde er 1971 bei Wolfgang Klose an der Universität des Saarlandes promoviert. Nach einem Aufenthalt am Brookhaven National Laboratory in den USA habilitierte er sich 1975 in Saarbrücken für Theoretische Physik. 1976 erhielt er einen Ruf auf eine Professur an der Johann Wolfgang Goethe-Universität (Frankfurt am Main) und wechselte 1986 auf einen Lehrstuhl am Institut für Theoretische Physik und Astrophysik an der Christian-Albrechts-Universität (Kiel), wo er bis zu seiner Pensionierung 2008 blieb.
Er war Gastprofessor am Weizmann-Institut für Wissenschaften in Rechovot (Israel) und am California Institute of Technology in Pasadena. 
Von ihm stammt eine als Lehrbuch verbreitete Einführung in die Chaostheorie.

## Veröffentlichungen (Auswahl)
- mit Eckehard Schöll (als Hrsg.): Handbook of Chaos Control, Weinheim, Wiley-VCH, 2008, 2. vollständig überarbeitete und erweiterte Auflage.
- Bewusst oder unbewusst?, Weinheim, Wiley-VCH, 2007.[1]
- Deterministic Chaos, Weinheim, Wiley-VCH, 4. überarbeitet und erweiterte Auflage 2005 mit Wolfram Just (zuerst Physik-Verlag, Weinheim 1984).
  - Deutsche Ausgabe: Deterministisches Chaos, Weinheim, VCH 1994, ISBN 978-3527290895
- Complex adaptive systems, Saarbrücken, Scator-Verlag, 2001.